# Силд, Йоанна
Йоанна Силд (эст. Joanna Sild; род. 1 июля 1997 года)  —  эстонская шашистка. Чемпионка Эстонии (2015), участница чемпионата Европы по международным шашкам. 

## Биография
С 2005 г. выступает в соревнованиях по шашкам .
В 2015 г. стала чемпионкой Эстонии среди женщин по международным шашкам (2015) , в 2017 г. стала бронзовым призёром . 
Участница чемпионата Европы по международным шашкам среди женщин (2014), мировых и европейских молодежных первенств . Заняла в составе сборной Эстонии 8-е место на командном чемпионате Европы по международным шашкам среди женщин 2014 года (вместе с Аннели Треэс). 
Её тренером является Пирет Вийрма.